# Uniwersytet Króla Abdulaziza
Uniwersytet Króla Abdulaziza (King Abdulaziz University (KAU), arab. جامعة الملك عبد العزيز) – saudyjska publiczna uczelnia, zlokalizowana w Dżuddzie.
Uczelnia została założona w 1967 roku, nadano jej imię twórcy Arabii Saudyjskiej Abd al-Aziz ibn Su’uda. W 1968 roku pierwsi studenci (68 mężczyzn i 30 kobiet) rozpoczęli studia na Wydziale Ekonomii i Zarządzania. W 1974 roku uczelnia została przekształcona w uniwersytet państwowy. W tym samym roku przyłączono do niej, funkcjonujące w Mekce koledże Prawa Islamskiego oraz Pedagogiki. Funkcjonowały one jako wydziały Uniwersytetu Króla Abdulaziza do 1981 roku, kiedy zostały wcielone do nowo utworzonego Umm al-Qura University w Mekce.
Uniwersytet ma wyodrębnione kampusy dla kobiet i mężczyzn.
W skład uczelni wchodzą następujące jednostki (Faculties):
- Wydział Ekonomii i Administracji
- Wydział Humanistyczny i Artystyczny
- Wydział Inżynierii
- Faculty of Environmental Designs
- Wydział Medycyny
- Wydział Stosowanych Nauk Medycznych
- Wydział Nauk o Ziemi
- Wydział Morski
- Wydział Meteorologii i Nauk o Środowisku
- Wydział Stomatologii
- Wydział Farmacji
- Wydział Informatyki i Technologii Informacji

W 2014 roku uczelnia była oskarżana o sztuczne podwyższanie swojej pozycji w rankingach, poprzez opłacanie szeroko cytowanych badaczy, którzy podawali KAU jako swoje drugie miejsce pracy, mimo braku rzeczywistej współpracy naukowej.